# میکولان
میکولان (به لاتین: Mikolan) یک منطقه مسکونی در جمهوری آذربایجان است که در شهرستان لنکران واقع شده‌است.

## مردم
این روستا ۴۳۸ نفر جمعیت دارد.

## ریشه واژه
نام این روستا در زبان تالشی میکولون است. میکو کوتاه‌شده نام میکائیل و -یون یا -ون پسوند مکان و جایگاه است و معنای کامل آن مکان و جایگاه میکائیل است. دلیل نامگذاری آن احتمالاً بخاطر حضور فردی به نام میکائیل در این ناحیه و تاسیس این روستا بوده است.